# 英格里芬兰人
英格里芬兰人或英格里人（芬蘭語：inkeriläiset）是居住在英格里亚（现俄罗斯列宁格勒州的中部区域）的芬兰人。他们是在17世纪当芬兰和英格里亚都属于瑞典帝国的时候迁徙到该地的信仰路德宗的芬兰人的后裔。在二战前后，大部分英格里芬兰人被迫迁徙至苏联其它地方。当今英格里芬兰人组成了俄罗斯联邦内说芬兰语的人口中的最大群体。据统计，大约有25,000英格里芬兰人已返回或还在圣彼得堡地区居住。